# Ronde du Printemps
La Ronde du Printemps est une course cycliste disputée autour de Plancoët, dans le département des Côtes-d'Armor. Créée en 1988,, cette compétition se déroule sur un parcours d'environ 120 kilomètres près du fleuve de l'Arguenon. Elle est dirigée par le Cyclo-Club Plancoëtin,.
La course principale est réservée aux coureurs juniors (moins de 19 ans). Deux autres épreuves sont organisées pour les cyclistes de catégorie cadet et minime. 

## Palmarès
| Année | Vainqueur                                   | Deuxième          | Troisième              |
| ----- | ------------------------------------------- | ----------------- | ---------------------- |
| 1988  | Éric Jégu                                   |                   |                        |
| 1989  | Éric Bernard                                |                   |                        |
| 1990  | Fabrice Couprit                             |                   |                        |
| 1991  | Sébastien Hinault                           |                   |                        |
| 1992  | Alain Gautier                               |                   |                        |
| 1993  | Romuald Froclain                            |                   |                        |
| 1994  | James Canévet                               |                   |                        |
| 1995  | Cédric Hervé                                |                   |                        |
| 1996  | Fabrice Salanson                            |                   |                        |
| 1997  | Stéphane Hubert                             |                   |                        |
| 1998  | Alexandre Naulleau                          | Mickaël Carré     | Christophe Le Mével    |
| 1999  | Denoël Chedaleux                            | Manuel Michot     | Julien Kerouanton      |
| 2000  | Maxime Ollivier                             |                   |                        |
| 2001  | Mathieu Letellier                           | Erwan Sidaner     | Mathieu Claude         |
| 2002  | Benjamin Derrien                            | Alexandre Robert  | Arnaud Gérard          |
| 2003  | Alexandre Bosquain                          | Benoît Courteille | Michel Marc            |
| 2004  | Mikaël Cherel                               |                   |                        |
| 2005  | Cyril Gautier                               | Tristan Le Yondre | Étienne Pieret         |
| 2006  | Étienne Pieret                              | David Chopin      | Nicolas David          |
| 2007  | Fabien Taillefer                            | Éric Le Normand   | Johan Le Bon           |
| 2008  | Johan Le Bon                                | Florian Taillefer | Nicolas Le Coat        |
| 2009  | Mathieu Cloarec                             | Baptiste Pécheul  | Maxime Le Montagner    |
| 2010  | Maxime Cam                                  | Anthony Mira      | Olivier Le Gac         |
| 2011  | David Cherbonnet                            | Gwénaël Fernier   | Médéric Mancel         |
| 2012  | Axel Gestin                                 | Antoine Bouqueret | Quentin Le Gall        |
| 2013  | Valentin Madouas                            | Damien Touzé      | Axel Journiaux         |
| 2014  | Maxime Darmont                              | David Gaudu       | Thomas Kurtzemann      |
| 2015  | Théo Menant                                 | Erwan Aubry       | Alan Riou              |
| 2016  | Bruno Hattier                               | Simon Verger      | Alexandre Gallais      |
| 2017  | Clément Jossier                             | Briac Thébault    | Benjamin Rivet         |
| 2018  | Pierre Benech                               | Axel Laurance     | Pierre-Emmanuel Dubois |
| 2019  | Damien Girard                               | Nathan Pedrault   | Ewen Costiou           |
| 2020  | Annulé en raison de la pandémie de Covid-19 |                   |                        |
| 2021  | Swann Gloux                                 | Antoine Hue       | Matthieu Cordelier     |
| 2022  | Esteban Foucher                             | Enzo Briand       | Basile Delalande       |
| 2023  | Paul Thierry                                | Maël Hoarau       | Charles Fortin         |
| 2024  | Félix Rouinsard                             | Gabin Richard     | Dorian Piquet          |
| 2025  | Julian Le Her                               | Rafe Cushway      | Arnas Bilertas         |